# Hanjin Shipping
Hanjin Shipping Co. Ltd är Sydkoreas största och ett av världens sju största rederier.
I augusti 2016 ansökte företaget om tvångsförvaltning.
Hanjin Shipping driver cirka 60 linjer och tramplinjer runt om i världen och transporterar mer än 100 miljoner ton gods per år. Dess flotta består av cirka 200 container-, bulk- och LNG-fartyg. Hanjin Shipping har egna dotterbolag för sjötransporter och godsterminaler och har 230 kontor i 60 olika länder.